# Juan Carlos Cisneros
Juan Carlos Cisneros Martínez (San Salvador, El Salvador, 26 de setembro de 1973) é um biólogo, paleontólogo, pesquisador e cientista salvadorenho naturalizado brasileiro e especializado na área de vertebrados. É conhecido por ter descrito novas espécies de vertebrados permo-triássicos  e por ter denunciado casos de colonialismo científico e tráfico de fósseis .

## Carreira
Juan Cisneros se graduou em Ciências Biológicas pela Universidade Federal do Mato Grosso do Sul (UFMS) em 1997. Concluiu seu mestrado em Geociências pela Universidade Federal do Rio Grande do Sul (UFRGS) em 2000 e seu doutorado em Geociências pela University of the Witwatersrand em 2007.
Atualmente é professor do ensino superior na Universidade Federal do Piauí (UFPI), Campus Ministro Petrônio Portella em Teresina, diretor do Museu de Arqueologia e Paleontologia da UFPI e editor da Revista Brasileira de Paleontologia.
Tem experiência na área de Paleontologia de Vertebrados nas bacias do Paraná e Parnaíba (América do Sul) e Karoo (África) e desenvolve pesquisas principalmente com anatomia e filogenia de tetrápodes permo-triássicos do Gonduana.  É o pesquisador responsável por ter descrito várias novas espécies para a ciência como, por exemplo, Kitchingnathus untabeni, Soturnia caliodon, Timonya anneae, Karutia fortunata, Pampaphoneus biccai, Tiarajudens eccentricus e Procuhy nazariensis.

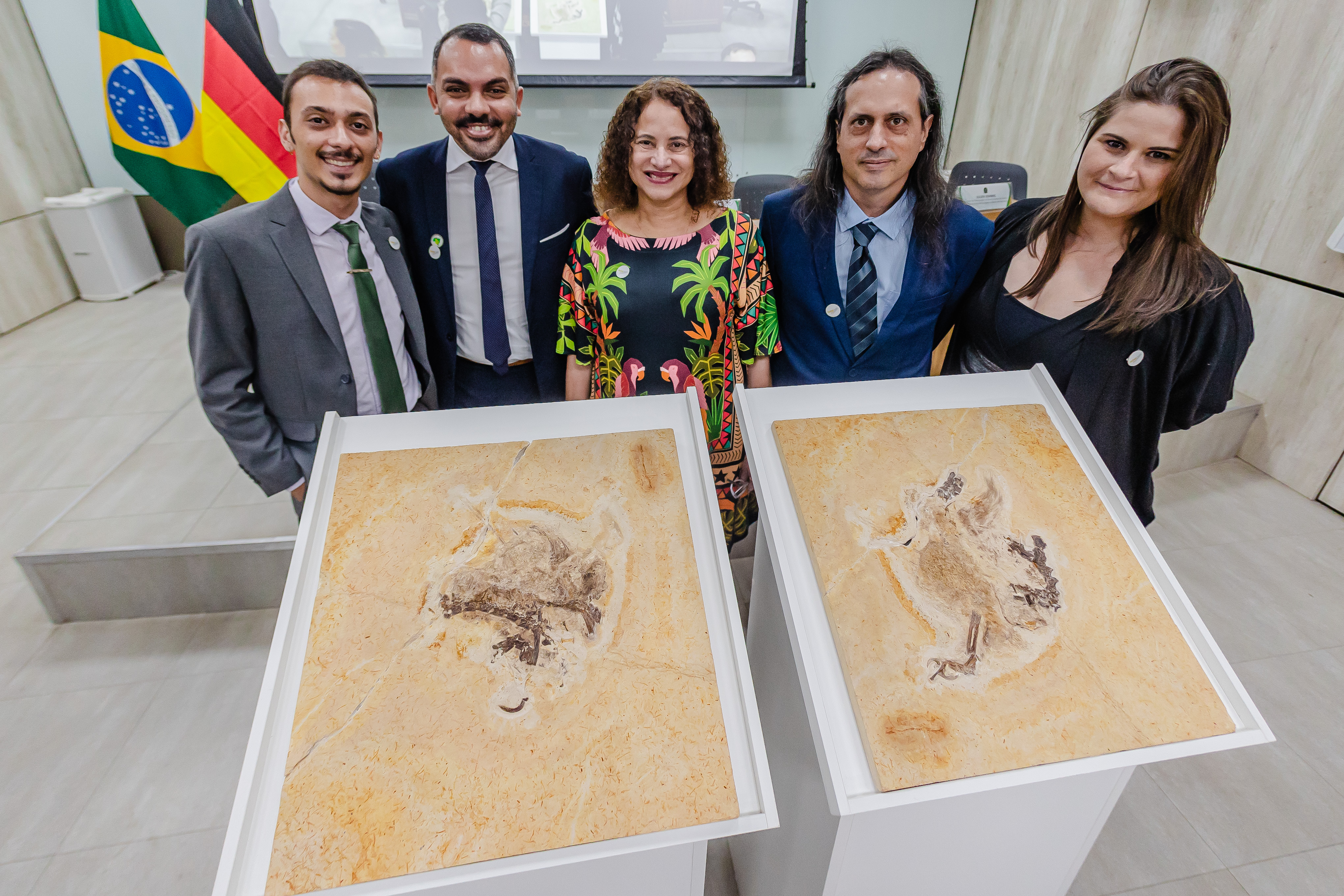
Juan Carlos (segundo da direita pra esquerda) em cerimônia de repatriação do fóssil do Ubirajara

Cisneros esteve envolvido na defesa da luta contra práticas colonialistas na ciência, especialmente na Paleontologia, inclusive sendo o primeiro autor de uma pesquisa sobre o colonialismo científico no México e no Brasil que demarca os impactos dessas práticas e argumenta como elas podem ser superadas.
Acentuadamente, junto com Aline Ghilardi, fez esforços na campanha de repatriação do dinossauro brasileiro Ubirajara jubatus, que foi levado ilegalmente para o museu alemão State Museum of Natural History Karlsruhe (SMNK) há vinte e sete anos. Em julho de 2022, a Alemanha concordou em retornar o fóssil ao seu país de origem.